# Cordiera triflora
Cordiera triflora är en måreväxtart som beskrevs av Achille Richard och Dc.. Cordiera triflora ingår i släktet Cordiera och familjen måreväxter. Inga underarter finns listade i Catalogue of Life.